# Клиффорд, Генри, 5-й граф Камберленд
Генри Клиффорд (англ. Henry Clifford; 28 февраля 1592, Лондонсборо, Йоркшир, Королевство Англия — 11 декабря 1643, Йорк, Йоркшир, Королевство Англия) — английский аристократ, 1-й барон Клиффорд с 1628 года, 5-й граф Камберленд с 1641 года, рыцарь Бани. Был одним из самых влиятельных землевладельцев в северных графствах. Во время Епископских войн в Шотландии и гражданской войны в Англии неизменно поддерживал короля Карла I. Оставил только дочь и стал, таким образом, последним мужчиной из старшей ветви рода Клиффордов.

## Биография
Генри Клиффорд принадлежал к знатному роду, известному с XI века и владевшему обширными землями на севере Англии. Клиффорды были одним из наиболее могущественных семейств в этом регионе. С 1299 года они носили титул баронов де Клиффорд, с 1525 года — титул графов Камберленд. Генри, единственный сын Фрэнсиса Клиффорда, 4-го графа Камберленда, и Гризольды Хьюз, родился 28 февраля 1592 года в семейном поместье Лондонсборо в Йоркшире. 30 января 1606 года он поступил в колледж Крайст-Чёрч в Оксфорде, два года спустя получил степень бакалавра. 3 июня 1610 года Клиффорд стал рыцарем Бани. В следующем году сестра Клиффорда Маргарет вышла замуж за сэра Томаса Уэнтуорта (впоследствии графа Страффорда), и возникшая таким образом дружба между сэром Генри и сэром Томасом оказалась очень прочной. Благодаря влиянию Уэнтуорта Клиффорд смог выдать единственную дочь за Ричарда Бойля, графа Берлингтона (5 июля 1634 года), получить от короля четверть старого долга (1637 год).
10 июля 1619 года сэр Генри был назначен членом Совета Севера. С февраля 1628 года он заседал в палате лордов в качестве барона Клиффорда, а 14 марта 1636 года был назначен лордом-лейтенантом графств Нортумберленд, Камберленд и Уэстморленд. В это самое время обострилась ситуация в Шотландии: местные пресвитериане восстали против короля. Клиффорд демонстрировал свою преданность Карлу I и готовность сражаться против мятежников, но он не разбирался в военном деле. Поэтому Страффорд, рекомендуя королю сделать сэра Генри, человека лояльного и влиятельного, губернатором Карлайла на шотландской границе, уточнил, что необходимо дать ему способного заместителя. В апреле 1639 года, получив чин генерал-лейтенанта, Клиффорд занял Карлайл во главе отряда, набранного в Камберленде, и вскоре получил подкрепление из Ирландии в пятьсот человек во главе с сэром Фрэнсисом Уиллоуби. Через три месяца по приказу командования он передал Карлайл Уильяму Говарду, но и после этого активно участвовал во Второй Епископской войне.
После смерти отца в 1641 году сэр Генри стал 5-м графом Камберлендом. К моменту начала гражданской войны в Англии парламентская «партия», по-видимому, рассчитывала привлечь его на свою сторону: этим можно объяснить назначение Клиффорда лордом-лейтенантом Уэстморленда 9 февраля 1642 года. Однако граф присоединился к королю в Йорке в мае 1642 года, а 22 июня подписал обязательство собрать и содержать в течение трех месяцев отряд в пятьдесят всадников. По просьбе йоркширских дворян он стал командиром сформированного ими полка. Карл I оставил сэра Генри в Йорке в качестве главнокомандующего. Это назначение явно было неудачным, так как Камберленд, очень популярный в северных графствах, был совершенно невоинственным человеком и не умел командовать. В октябре того же года войска парламента осадили его в Йорке, граф Ньюкасл заставил их отступить, и сразу после этого (в декабре 1642 года) Клиффорд сдал командование. Спустя год, 11 декабря 1643 года, граф умер в Йорке. Его тело похоронили в Скиптонской церкви 31 декабря.

## Личность
Графиня Пембрук описывает Генри Клиффорда как человека, «наделенного природным умом», прекрасно разбиравшегося в математике и архитектуре, хорошего придворного, отличного охотника. Граф занимался литературными переводами: созданные им переложения на английский язык некоторых псалмов и Песни Соломона были опубликованы после его смерти.

## Семья
Клиффорд был женат на леди Фрэнсис Сесил (1593—1644), дочери Роберта Сесила, 1-го графа Солсбери, и Элизабет Брук. В этом браке родилась только дочь, леди Элизабет Клиффорд, которая вышла замуж за Ричарда Бойла, 1-го графа Берлингтона. В результате старшая ветвь рода Клиффордов угасла, а титул графа Камберленд вернулся к короне.